# بخش مرکزی شهرستان مینودشت
بخش مرکزی شهرستان مینودشت یکی از بخش‌های شهرستان مینودشت در استان گلستان ایران است.

## تقسیمات کشوری
- بخش مرکزی شهرستان مینودشت
  - دهستان چهل چای
  - دهستان قلعه قافه
  - دهستان کوهسارات

شهر: مینودشت

## جمعیت
بنابر سرشماری مرکز آمار ایران، جمعیت بخش مرکزی شهرستان مینودشت در سال ۱۳۸۵ برابر با ۷۰۷۰۰ نفر بوده‌است.